# Clytie seifersi
Clytie seifersi là một loài bướm đêm trong họ Erebidae.